# Louis Henri Marie Ferrand
Louis Henri Marie Ferrand (* 1. Januar 1906 in Loches; † 9. Mai 2003) war Erzbischof von Tours.

## Leben
Ferrand empfing am 1. September 1929 die Priesterweihe durch den Erzbischof von Tours, Albert Nègre.
Papst Pius XII. ernannte ihn am 11. Januar 1954 zum Bischof von Saint-Jean-de-Maurienne. Der neue Erzbischof von Tours, Louis-Joseph Gaillard, spendete ihm am 24. Februar desselben Jahres die Bischofsweihe; Mitkonsekratoren waren Gabriel-Marie Garrone, Koadjutorerzbischof von Toulouse, und Auguste Cesbron, Bischof von Annecy.
Der Papst ernannte ihn am 17. April 1956 zum Titularerzbischof von Cyrrhus und Koadjutorerzbischof von Tours. Nach dem Tod Louis-Joseph Gaillards folgte er diesem am 28. Oktober 1956 als Erzbischof von Tours nach. Er nahm an allen Sitzungsperiode des Zweiten Vatikanischen Konzils teil. Am 9. September 1980 nahm Papst Johannes Paul II. seinen altersbedingten Rücktritt an.